# Enable
Enable est une jument de course pur-sang anglais né en Angleterre en 2014. Elle est issue de Nathaniel et de Concentric, par Sadler's Wells. Propriété de Khalid Abdullah, elle est entraînée par John Gosden et montée en course par Lanfranco Dettori. Elle a remporté deux fois le Prix de l'Arc de Triomphe.

## Carrière de courses

Casaque de Khalid Abdullah

### Saison 2017
Enable fait des débuts victorieux à 2 ans, fin novembre 2016, sur la piste synthétique de l'hippodrome de Newcastle. Ce sera son unique sortie à 2 ans, avant un retour en piste fin avril à Newbury, qui se conclut par une troisième place, l'une de ces deux seules défaites (la seconde étant celle de l'Arc 2019). Trois semaines plus tard, elle s'impose brillamment au niveau listed avec celui qui sera désormais son jockey attitré, Lanfranco Dettori, une victoire qui lui ouvre les portes des Oaks, dont elle est l'une des favorites. Elle y réalise un véritable cavalier seul, reléguant ses poursuivantes à cinq longueurs, tout en s'appropriant le record de l'épreuve. Elle confirme sa suprématie sur les pouliches anglaises et britanniques dans les Irish Oaks, également par plus de cinq longueurs.     
L'entourage d'Enable décide alors de lui faire défier les mâles et ses aînés dans les King George VI and Queen Elizabeth Stakes en juillet, sachant que seules trois pouliches de 3 ans sont parvenues à s'y imposer (Dahlia, Pawneese et Taghrooda). Pour l'occasion, Frankie Dettori s'engage dans une bataille pour être au poids le jour J, et monter la pouliche à 54 kg,. Elle doit y affronter en particulier Ulysses, récent vainqueur des Eclipse Stakes, ou le chevronné Highland Reel, multiple lauréat de groupe 1. Mais l'un comme l'autre doivent baisser pavillon devant son écrasante supériorité, sanctionnée par quatre longueurs et demie à l'arrivée et un rating de 130 accordé par Timeform. Enable devient ainsi la septième femelle à remporter cette épreuve créée en 1951, la quatrième à le faire à 3 ans. Son triplé inédit, - Oaks, Irish Oaks, King George - assoit son statut de numéro 1 en Europe. Plutôt que la laisser au repos après un printemps et un été chargé, son entraîneur John Gosden présente sa championne face à ses contemporaines dans les Yorkshire Oaks, où elle s'acquitte de sa tâche sans difficulté, par 5 longueurs. Elle ne courra plus jusqu'au premier dimanche d'octobre, jour du Prix de l'Arc de Triomphe, pour lequel elle doit être supplémentée (pour la modique somme de 120 000 €), n'ayant pas été engagée au début de son année de 3 ans. 
Étant donné son exceptionnelle saison, Enable fait figure de grandissime favorite de cette 96ème édition de l'Arc, qui se déroule comme l'année précédente à Chantilly, en raison des travaux de rénovation de Longchamp. Elle y retrouve ses dauphins des King George, Ulysses et Idaho, mais aussi d'autres prétendants français, irlandais, japonais et allemands. La course, disputée sur un terrain souple qui lui convient bien, se déroule parfaitement, même si la pouliche semble légèrement tendue. Dans le dos des animateurs durant tout le parcours, elle commence à accélérer à 400 mètres de la ligne puis, calée le long du rail par Frankie Dettori, déploie de magnifiques foulées pour creuser l'écart sur le peloton, l'emportant sans donner la moindre émotion à ses supporteurs, deux longueurs et demi devant le Français Cloth of Stars et Ulysses, offrant au passage un cinquième Arc à son jockey, un record. Cette victoire est aussi la première d'une pouliche de 3 ans entraînée en Angleterre, la première aussi d'une lauréate de Oaks. Mais surtout la victoire (notée 134 chez Timeform et 128 pour la FIAH) d'une championne exceptionnelle, à n'en pas douter la meilleure femelle classique du XXIe siècle avec Trêve et Zarkava, qui se voit naturellement couronnée du titre de cheval de l'année en Europe et meilleure 3 ans. Le 9 octobre, l'entourage d'Enable annonce que la pouliche restera à l'entraînement en 2018, avec pour objectif la défense de son titre dans le Prix de l'Arc de Triomphe.

### Saison 2018

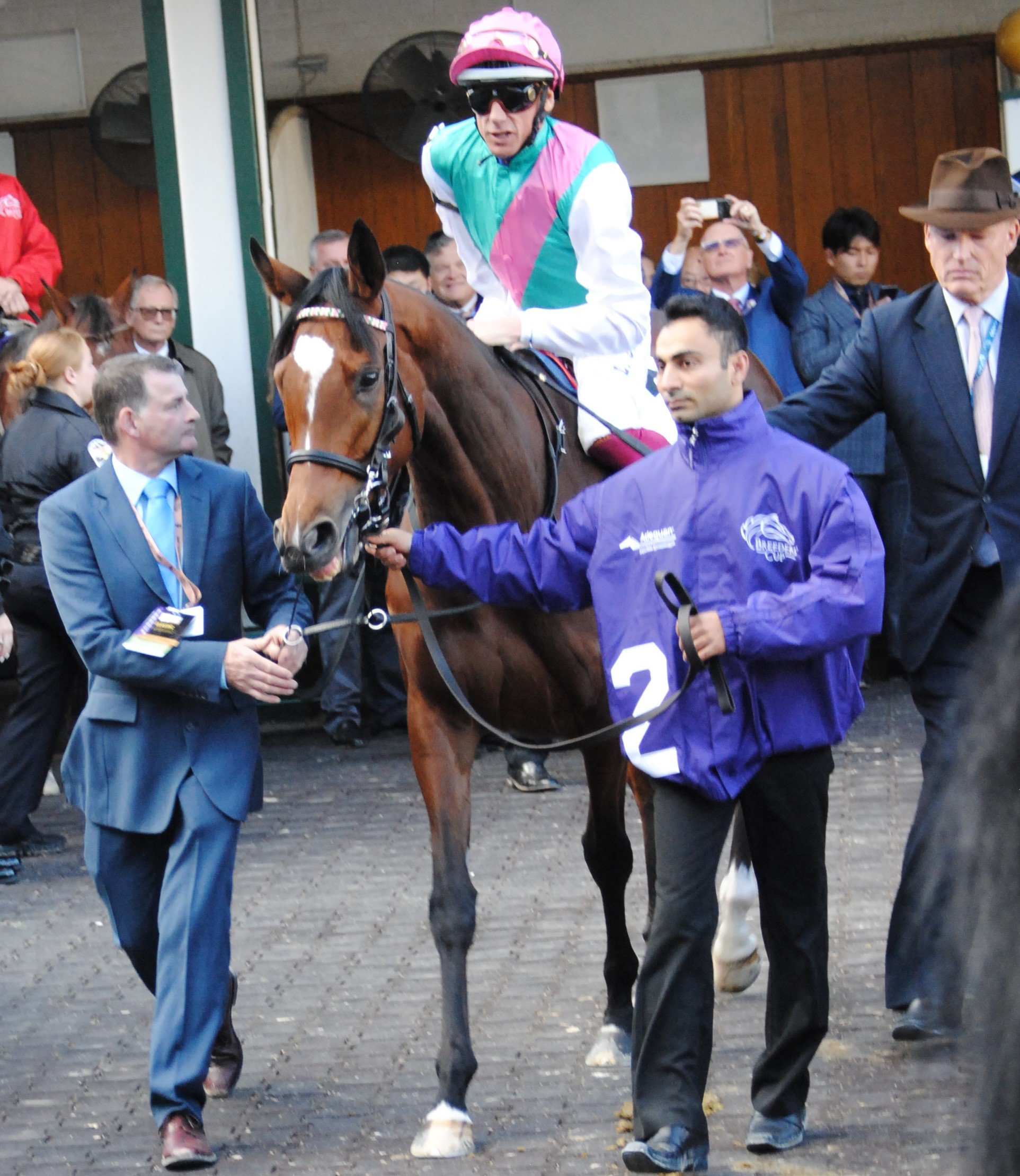
Enable à la Breeders' Cup 2018

Enable sera cependant l'Arlésienne de la saison 2018. Sa rentrée, prévue au printemps, est reportée pour causse de blessure, puis son entourage annonce qu'elle ne participera pas aux joutes estivales et c'est finalement en septembre, dans un groupe 3, les September Stakes, que la jument fait son retour. Un retour fracassant puisqu'elle domine très largement Crystal Ocean, l'un des meilleurs chevaux d'âge de l'année, deuxième des King George en juillet. Cette splendide performance lui vaut de retrouver son statut de favorite à sa propre succession dans l'Arc 2018, bien qu'aucun cheval dans l'histoire n'a remporté la grande course parisienne en ayant couru qu'une seule fois dans l'année et que, comme le révèlera John Gosden après la course, elle avait subi un contretemps en septembre. Son doublé dans l'Arc, le huitième de l'histoire, n'en prend que davantage de relief : montée aux avant-postes par Dettori, la jument semble prendre son envol à mi-ligne droite, mais elle devra s'employer jusqu'au poteau pour contenir, d'une courte encolure, le formidable rush final d'une autre championne, Sea of Class, la meilleure 3 ans d'Europe sur la distance classique. Si cette victoire est moins spectaculaire que celle de l'an dernier - une victoire au courage qu'il faut mettre sur le compte d'une saison tronquée par les soucis de santé et une forme loin d'être optimale - elle fait définitivement entrer Enable dans l'histoire.  
Mais la saison d'Enable n'est pas terminée : toute fraîche en cette fin d'année après une saison très légère par la force des choses, la jument s'aligne au départ du Breeders' Cup Turf aux États-Unis. Pour les Arc-winners, cette course est un défi : même si les lots ne sont pas forcément plus élevés que dans l'Arc, aucun n'a réussi à enchaîner victorieusement les deux courses. Seule Found les compte toutes les deux à son palmarès, mais elle a remporté le Turf en 2015, avant de s'imposer à Longchamp l'année suivante. Avant elle, plusieurs vainqueurs d'Arc se sont cassé les dents, le plus souvent rebutés par la configuration de l'hippodrome et la particularité des courses américaines : Dancing Brave (4e en 1986), Trempolino (2e en 1987), Saumarez (5e en 1990), Subotica (5e en 1992), Dylan Thomas (5e en 2007),  Golden Horn (2e en 2015), et le dernier en date Found (3e en 2016). C'est dire la difficulté du challenge, même pour une jument hors du commun comme Enable, d'autant qu'il a beaucoup plu sur l'hippodrome de Churchill Downs, et que la piste est très abîmée. Outre les meilleurs américains sur le gazon, elle retrouve certains adversaires de l'Arc comme Waldgeist (4e à Paris), Talismanic (tenant du titre dans cette Breeders' Cup Turf) et la 3 ans Magical, qui avait très bien couru dans l'Arc avant d'enlever brillamment le British Champions Fillies' and Mares' Stakes. Mais il en faudrait plus pour empêcher Enable d'écrire l'histoire : placée à l'extérieur du peloton à la recherche d'un meilleure gazon, la partenaire de Frankie Dettori sort vainqueur d'un formidable mano a mano avec Magical, tandis que le reste du peloton finit dans le lointain, à près de dix longueurs. Le 19 novembre, Juddmonte Farms, l'écurie de Khalid Abdullah, annonce que la jument restera à l'entraînement en 2019, avec pour objectif un triplé inédit dans l'Arc.     

### Saison 2019
Le 6 juillet 2019, après huit mois d'absence, Enable effectue sa rentrée dans les Eclipse Stakes à Sandown, où elle se retrouve Magical, sa dauphine du Breeders' Cup Turf, ainsi que plusieurs bons chevaux d'âge. Montée aux avants-postes, elle s'impose en repoussant assez sûrement l'attaque de Magical, prouvant qu'elle reste à 5 ans, la reine du galop européen. Contrairement à l'année précédente, son programme se déroule sans accroc et passe par Ascot et une nouvelle tentative dans les King George, où elle affronte un autre cador, Crystal Ocean, vainqueur des Prince of Wales's Stakes, Waldgeist, le meilleur cheval d'âge français, ou encore le Derby-winner Anthony Van Dyck. Finalement seul le premier lui donnera du fil à retordre, la jument devant s'employer pour contenir son assaut dans les derniers hectomètres, d'une encolure. Mais Enable tient bon et devient le troisième cheval, après Dahlia (1973, 1974) et Swain (1997, 1998), à réaliser le doublé dans cette course surnommée "l'Arc de l'été". Par la suite, l'entourage d'Enable annonce que la championne ne courra plus qu'une fois avant l'Arc, dans les Yorkshire Oaks, qui constituent donc sa dernière apparition publique en Angleterre. Fêtée comme il se doit pour ses adieux à l'Angleterre, Enable s'aligne donc fin août dans ces Yorkshire Oaks qu'elle avait remportées en 2017, en ayant cette fois fait le vide autour d'elle : seules trois juments osent l'affronter, dont Magical, sa victime favorite. Il y aura peu de suspens, Enable s'imposant en toute décontraction, reléguant Magical à deux longueurs et prouvant sa forme à un peu plus d'un mois de l'Arc. Elle remporte à cette occasion son dixième groupe 1, faisant aussi bien que Frankel.       
Le 6 octobre 2019, voici donc Enable de retour à Longchamp sur la scène de ses exploits : elle devient, après Trêve, le deuxième cheval double lauréat de l'Arc à tenter la passe de trois. Pour être le premier à y parvenir, elle doit faire plier de vieilles connaissances comme Magical ou Waldgeist, mais aussi les deux meilleurs 3 ans européens, le Français Sottsass (Prix du Jockey Club) et l'Irlandais Japan (Grand Prix de Paris, International Stakes), alors que deux de ses meilleurs ennemis brillent par leur absence, Sea of Class (tragiquement disparue au printemps des suites d'une crise de coliques) et Crystal Ocean (blessé et retiré au haras). Surtout, si Enable a prouvé son aptitude au terrain souple lors de son premier Arc, elle n'a jamais évolué sur une piste aussi collante que celle de Longchamp cette année : c'est la seule incertitude quant à la candidature de la championne, par ailleurs théoriquement imbattable, elle qui est invaincue depuis deux ans et demi. Et c'est justement cette inconnue, l'aptitude au terrain, qui aura raison de la protégée de John Gosden : lorsqu'elle prend l'avantage sur Sottsass et Japan à quelques hectomètres du but, Enable ne s'envole pas franchement et au contraire on voit son action se raccourcir. Si cela lui suffit pour dominer les deux 3 ans, Frankie Dettori ne peut que voir passer à ses côtés Waldgeist, dont l'accélération ne semble pas entravée, elle, par l'état de la piste. Le 5 ans français, en s'imposant de près de deux longueurs devant Enable, qui l'a pourtant battu à trois reprises, vient donc briser le rêve de voir un cheval triompher trois fois dans l'Arc. Le 15 octobre, l'entourage d'Enable annonce que la jument reste à l'entraînement, et visera une quatrième participation à l'Arc en 2020. En attendant, elle remporte un second titre de cheval de l'année en Europe et un autre de meilleur cheval d'âge, ce qui fait d'elle, avec cinq titres, le cheval le plus récompensé aux Cartier Racing Awards, à égalité avec son compagnon de couleurs Frankel.       

### Saison 2020
Dans une saison de courses largement perturbée par la pandémie de Covid-19, Enable fait sa rentrée comme prévu début juillet dans les Eclipse Stakes. Elle doit y affronter Japan, mais surtout le colossal Ghaiyyath, cheval insaisissable aux ambitions classiques contrariées dans sa jeunesse par une blessure, capable aussi bien de pulvériser l'opposition (il avait remporté le Grand Prix de Baden de 14 longueurs) que de disparaître corps et biens (il avait été inexistant dans l'Arc 2019), mais qui semble arrivé à maturité à 5 ans. Comme lors de son récent succès dans la Coronation Cup, Ghaiyyath impose sa loi dans la course, menant tête et corde, selon la stratégie qu'il affectionne, et ne se laisse jamais approché par une Enable pourtant assez convaincante pour une reprise, et qui vient régler Japan pour l'accessit d'honneur. Une défaite honorable, derrière un véritable champion qui s'annonce déjà comme l'un de ses challengers les plus dangereux pour l'Arc. En attendant un éventuel triplé dans l'Arc, Enable tente un autre triplé, tout aussi inédit, dans les King George. La championne a fait fuir l'opposition : seuls deux représentants de Coolmore, Japan et Sovereign, se présentent face à elle, mais il s'agit tout de même de deux vainqueurs de groupe 1. Elle n'en fait qu'une bouchée. N'ayant pour seul objectif le triplé dans l'Arc, l'entourage d'Enable décide de ne pas prendre la route de York en août pour une tentative de triplé dans les Yorkshire Oaks (où elle aurait dû affronter la pouliche Love, qui s'annonce comme l'un sinon son principal challenger dans l'Arc), mais de passer, comme deux ans plus tôt, par la piste en sable fibrée de Kempton Park pour y disputer les September Stakes. Elle n'y rencontre pas cette fois, comme avec Crystal Ocean en 2018, de chevaux de très haut niveau, et cette course préparatoire, qui marque aussi ses adieux à la compétition sur le sol britannique, ressemble à un dernière galop d'entraînement, exécuté dans un style qui rassure les admirateurs de la championne : qu'on se le dise, Enable est prête pour son triplé historique.     
Rien, toutefois, ne devait se passer comme prévu dans l'Arc. D'abord, le théâtre du sacre sonne creux : seules mille personnes sont autorisées à y assister, mesures sanitaires obligent. Ensuite, Paris a été arrosée toute la semaine et le terrain à Longchamp est lourd, encore plus que l'année passée. Enfin, si la pouliche Love a décliné la lutte plus tôt dans la semaine (rebutée par l'état du terrain), le forfait de dernière minute des quatre représentants de la galaxie Coolmore, dû à une contamination de leur alimentation qui aurait pu les rendre positifs en cas de contrôle, n'allait paradoxalement pas du tout arranger les affaires d'Enable. En effet, on assiste ce jour-là au plus mauvais des scénarios : une course non sélective (le pire chrono depuis 1976 !), là où les redoutables Irlandais entraînés par Aidan O'Brien auraient certainement pris le train à leur compte. Au contraire, c'est Persian King, un champion miler qui s'aventure pour la première fois sur la distance classique, qui mène malicieusement la course, en se gardant bien d'imprimer un train soutenu. Aussi, quand le sprint est enfin lancé dans la ligne droite, les admirateurs d'Enable n'ont guère le temps de se faire des illusions : la jument patauge sans pouvoir accélérer et se voit dépassée par cinq chevaux qui d'ordinaire auraient bien du mal à la regarder dans les yeux, avec à leur tête Sottsass, troisième l'année passée. Ainsi la seule mauvaise course de la carrière d'Enable sera aussi sa dernière : une sortie par la petite porte dans des circonstances aussi singulières que peu réjouissantes, qui ne saurait toutefois entamer en rien le prestige de l'une des plus grandes championnes de l'histoire des courses. Quant au triplé dans l'Arc, il attendra. Longtemps, sans doute.      

### Résumé de carrière
| Date        | Hippodrome      | Pays        | Course                               | Statut      | Distance    | Allocation  | Jockey      | Place       | Écart       | Vainqueur ou deuxième | Temps       |
| 2016, 2 ans | 2016, 2 ans     | 2016, 2 ans | 2016, 2 ans                          | 2016, 2 ans | 2016, 2 ans | 2016, 2 ans | 2016, 2 ans | 2016, 2 ans | 2016, 2 ans | 2016, 2 ans           | 2016, 2 ans |
| ----------- | --------------- | ----------- | ------------------------------------ | ----------- | ----------- | ----------- | ----------- | ----------- | ----------- | --------------------- | ----------- |
| 28 novembre | Newcastle       | Royaume-Uni | Maiden Stakes                        | Maiden      | 1 610 m     | £ 4 500     | R. Havlin   | 1er / 9     | 3 ¾         | Gallifrey             | 1'38"52     |
| 2017, 3 ans |                 |             |                                      |             |             |             |             |             |             |                       |             |
| 21 avril    | Newbury         | Royaume-Uni | Conditions Stakes                    |             | 2 000 m     | £ 9 960     | W. Buick    | 3e / 6      | 2 ¾         | Shutter Speed         | 2'07"34     |
| 10 mai      | Chester         | Royaume-Uni | Cheshire Oaks                        | Listed      | 2 270 m     | £ 60 000    | L. Dettori  | 1er / 7     | 1 ¾         | Alluringly            | 2'23"80     |
| 2 juin      | Epsom           | Royaume-Uni | Oaks                                 | Gr. 1       | 2 410 m     | £ 500 000   | L. Dettori  | 1er / 9     | 5           | Rhododendron          | 2'34"13     |
| 15 juillet  | Curragh         | Irlande     | Irish Oaks                           | Gr. 1       | 2 400 m     | 400 000 €   | L. Dettori  | 1er / 10    | 5 ½         | Rain Goddess          | 2'32"13     |
| 29 juillet  | Ascot           | Royaume-Uni | King George VI & Queen Elizabeth St. | Gr. 1       | 2 400 m     | £ 1 150 000 | L. Dettori  | 1er / 10    | 4 ½         | Ulysses               | 2'36"22     |
| 24 août     | York            | Royaume-Uni | Yorkshire Oaks                       | Gr. 1       | 2 400 m     | £ 350 000   | L. Dettori  | 1er / 6     | 5           | Coronet               | 2'35"79     |
| 1er octobre | Chantilly       | France      | Prix de l'Arc de Triomphe            | Gr. 1       | 2 400 m     | 5 000 000 € | L. Dettori  | 1er / 18    | 2 ½         | Cloth of Stars        | 2'28"69     |
| 2018, 4 ans |                 |             |                                      |             |             |             |             |             |             |                       |             |
| 8 septembre | Kempton Park    | Royaume-Uni | September Stakes                     | Gr. 3       | 2 400 m     | £ 70 000    | L. Dettori  | 1er / 4     | 3 ½         | Crystal Ocean         | 2'30"57     |
| 7 octobre   | Longchamp       | France      | Prix de l'Arc de Triomphe            | Gr. 1       | 2 400 m     | 5 000 000 € | L. Dettori  | 1er / 19    | cte enc.    | Sea of Class          | 2'29"24     |
| 3 novembre  | Churchill Downs | États-Unis  | Breeders' Cup Turf                   | Gr. 1       | 2 400 m     | $ 4 000 000 | L. Dettori  | 1er / 13    | 3/4         | Magical               | 2'32"65     |
| 2019, 5 ans |                 |             |                                      |             |             |             |             |             |             |                       |             |
| 6 juillet   | Sandown Park    | Royaume-Uni | Eclipse Stakes                       | Gr. 1       | 2 000 m     | £ 750 000   | L. Dettori  | 1er / 8     | 3/4         | Magical               | 2'04"77     |
| 27 juillet  | Ascot           | Royaume-Uni | King George VI & Queen Elizabeth St. | Gr. 1       | 2 400 m     | £ 1 250 000 | L. Dettori  | 1er / 11    | enc.        | Crystal Ocean         | 2'32"42     |
| 22 août     | York            | Royaume-Uni | Yorkshire Oaks                       | Gr. 1       | 2 400 m     | £ 425 000   | L. Dettori  | 1er / 4     | 2 ¾         | Magical               | 2'29"90     |
| 6 octobre   | Longchamp       | France      | Prix de l'Arc de Triomphe            | Gr. 1       | 2 400 m     | 5 000 000 € | L. Dettori  | 2e / 12     | 1 ¼         | Waldgeist             | 2'31"97     |
| 2020, 6 ans |                 |             |                                      |             |             |             |             |             |             |                       |             |
| 5 juillet   | Sandown Park    | Royaume-Uni | Eclipse Stakes                       | Gr. 1       | 2 000 m     | £ 250 000   | L. Dettori  | 2e / 7      | 2 ¼         | Ghaiyyath             | 2'04"48     |
| 25 juillet  | Ascot           | Royaume-Uni | King George VI & Queen Elizabeth St. | Gr. 1       | 2 400 m     | £ 400 000   | L. Dettori  | 1er / 3     | 5 ½         | Sovereign             | 2'28"92     |
| 5 septembre | Kempton Park    | Royaume-Uni | September Stakes                     | Gr. 3       | 2 400 m     | £ 55 000    | L. Dettori  | 1er / 6     | 7           | Kirstenbosch          | 2'30"33     |
| 4 octobre   | Longchamp       | France      | Prix de l'Arc de Triomphe            | Gr. 1       | 2 400 m     | 3 000 000 € | L. Dettori  | 6e / 11     | 6 ¼         | Sottsass              | 2'39"30     |

## Au haras
En octobre 2020, Juddmonte Farms annonce qu'Enable rentre au haras et sera saillie en 2021 par l'étalon maison Kingman, crack sur le mile et l'une des étoiles montantes de l'élevage mondial. Son premier foal (un mâle) est né le 11 février 2022. Sa production : 
- 2022 : Encompass (Kingman)
- 2023 : Envisage (Dubawi)
- 2024 : N. (Dubawi)
- 2025 : N. (Dubawi)
- 2026 : N. (Siyouni)

## Origines
Enable est issue de la première année de production de Nathaniel, et sa première lauréate de groupe 1. Ce fils de Galileo fut l'un des meilleurs éléments de sa génération à 3 et 4 ans, après avoir fait ses débuts à 2 ans dans la même course qu'un certain Frankel (dont il termina deuxième à une demi-longueur, restant ainsi celui qui l'approcha de plus près). Brillant vainqueur en 2011 des King George VI and Queen Elizabeth Stakes (devançant entre autres l'Arc-winner Workforce), et des King Edward VII Stakes, il fut classé meilleur 3 ans mondial sur les distances intermédiaires, avec un rating Timeform de 131. Il devait confirmer sa valeur à 4 ans en s'imposant dans les Eclipse Stakes, puis terminant deuxième (d'un nez) de Danedream dans les King George avant d'achever sa carrière sur deux accessits dans les Irish Champion Stakes (deuxième de Snow Fairy) et les Champion Stakes (troisième derrière Frankel et Cirrus des Aigles). À ses débuts au haras en 2013, l'année de la conception d'Enable, son prix de saillie s'élevait à £ 20 000, en 2020 il est de £ 25 000. Outre Enable, il a donné plusieurs vainqueurs de groupe, dont Channel (Prix de Diane), God Given (Premio Lydia Tesio) ou Enjoy Vijay, deuxième du Derby Allemand. 
Côté maternel, il s'agit d'une souche façonnée par Juddmonte Farms sur quatre générations. Le pedigree d'Enable est marqué par un inbreeding très serré sur Sadler's Wells (3x2), puisque sa mère, comme son grand-père, est issue du grand étalon irlandais. Concentric fut une pouliche sérieuse, lauréate de listed et placée de groupe (2e du Prix de Flore, Gr.3). Elle a bien produit au haras, puisqu'elle a donné, outre Enable, la bonne Contribution (par Champs Elysées), troisième des Prix de Pomone (Gr.2) et Allez France (Gr.3), et Entitle (Dansili), deuxième des Musidora Stakes (Gr.3). Concentric ressort d'une très bonne famille puisque, par sa mère Apogée (Prix de Royaumont, Gr.3, 3e du Prix de Flore), elle n'est autre que la propre sœur de Dance Routine (Prix de Royallieu, de Royaumont, deuxième du Prix de Diane et du Prix de la Nonette), la mère du champion Flintshire (par Dansili), vainqueur du Grand Prix de Paris, du Hong Kong Vase, des Sword Dancer Stakes, des Manhattan Stakes, deux fois deuxième de l'Arc de Triomphe et de la Breeders' Cup Turf, du Grand Prix de Saint-Cloud, du Dubaï Sheema Classic ou encore de la Coronation Cup.

### Pedigree
| Origines de Enable (GB), pouliche baie née en 2014 | Origines de Enable (GB), pouliche baie née en 2014 | Origines de Enable (GB), pouliche baie née en 2014 | Origines de Enable (GB), pouliche baie née en 2014 |
| -------------------------------------------------- | -------------------------------------------------- | -------------------------------------------------- | -------------------------------------------------- |
| Père Nathaniel 2008                                | Galileo 1998                                       | Sadler's Wells                                     | Northern Dancer                                    |
| Père Nathaniel 2008                                | Galileo 1998                                       | Sadler's Wells                                     | Fairy Bridge                                       |
| Père Nathaniel 2008                                | Galileo 1998                                       | Urban Sea                                          | Miswaki                                            |
| Père Nathaniel 2008                                | Galileo 1998                                       | Urban Sea                                          | Allegretta                                         |
| Père Nathaniel 2008                                | Magnificent Style 1993                             | Silver Hawk                                        | Roberto                                            |
| Père Nathaniel 2008                                | Magnificent Style 1993                             | Silver Hawk                                        | Gris Vitesse                                       |
| Père Nathaniel 2008                                | Magnificent Style 1993                             | Mia Karina                                         | Icecapade                                          |
| Père Nathaniel 2008                                | Magnificent Style 1993                             | Mia Karina                                         | Basin                                              |
| Mère Concentric 2004                               | Sadler's Wells 1981                                | Northern Dancer                                    | Nearctic                                           |
| Mère Concentric 2004                               | Sadler's Wells 1981                                | Northern Dancer                                    | Natalma                                            |
| Mère Concentric 2004                               | Sadler's Wells 1981                                | Fairy Bridge                                       | Bold Reason                                        |
| Mère Concentric 2004                               | Sadler's Wells 1981                                | Fairy Bridge                                       | Special                                            |
| Mère Concentric 2004                               | Apogee 1990                                        | Shirley Heights                                    | Mill Reef                                          |
| Mère Concentric 2004                               | Apogee 1990                                        | Shirley Heights                                    | Hardiemma                                          |
| Mère Concentric 2004                               | Apogee 1990                                        | Bourbon Girl                                       | Ile de Bourbon                                     |
| Mère Concentric 2004                               | Apogee 1990                                        | Bourbon Girl                                       | Fleet Girl (famille 4-m)                           |